# Caloplaca aegaea
Caloplaca aegaea är en lavart som beskrevs av Sipman. Caloplaca aegaea ingår i släktet orangelavar och familjen Teloschistaceae.   Inga underarter finns listade i Catalogue of Life.